# M Network
Az M Network a Mattel Electronics, a Mattel videójátékokkal foglalkozó leányvállalatának divíziója volt, amely az 1980-as években működött és a rivális Atari 2600 otthoni játékkonzolra gyártott nem licencelt címeket.

## Története
Az 1980-as évek elején a Mattel Intellivision és az Atari Video Computer System otthoni videójáték-konzolok közvetlen riválisok voltak. A Mattel az APh Technology Consultingot bízta meg az Intellivision-játékai elkészítésére, melyet az APh számára rendkívül kedvezőtlen szerződéshez kötöttek. Glenn Hightower, a cég vezérigazgatója és az alkalmazottai úgy döntöttek, hogy elkezdenek Atari 2600-játékokat írni a legtöbb pénzt ígérő félnek. Hightower attól tartott, hogy a Mattel a szerződésük szerint igényt fog tartani az Atari 2600-játékokra, ezért az azokon dolgozó APh-alkalmazottakat magánvállalkozókként kezelte és ő maga fizette ki a bérüket. Annak ellenére, hogy a Mattel a saját rendszerére tervezett és gyártott játékokat, azonban mégis szerződést kötött Hightowerrel és a „külsős csoportjával”, majd 1982-ben az M Network divíziója alatt elkezdte átíratni a játékait a rivális konzolra.
Az M Network Atari 2600-játékkazettái fizikailag hasonlóak az Intellivision-kazettákhoz, azonban az alsó részük nagyobb, hogy illeszkedjenek a 2600 nagyobb kazettanyílásába. A játékok 2600-verziói rendszerint új címet kaptak, mivel attól tartottak, hogy az Atari-kiadások rossz fényt fognak vetni a technikailag fejlettebb Intellivision-változatukra. A Mattel Electronics tervezési és fejlesztési osztálya „Super Charger” néven egy hardveres kiegészítőt is tervezett az Atari 2600-hoz, amely 2Kb memóriát és egy címzési áramkört adott volna a rendszerhez, így azon négyszer több adatot tároló játékkazetákon is lehetett volna játszani. Az Intellivoice gyatra eladásai miatt a projektet újragondolták, majd az végül nem különálló hardverként, hanem magába a játékkazettákba integrálva jelent meg.
Az M Network olyan népszerű játéktermi játékokat is átírt Atari 2600-ra, mint a BurgerTime vagy a Bump ’n’ Jump (mindkettő 1983-ban jelent meg), valamint olyan saját fejlesztésű játékokat is készített, mint a Tron: Deadly Discs (1982 – a Disney-filmen alapul) vagy a Kool-Aid Man (1983), az egyik legelső reklámjáték, melyet eredetileg kizárólag postai rendelés útján, a Kool-Aid-csomagolásokon szereplő UPC-szimbólumok beküldésével lehetett beszerezni.
A Mattel programozóit arra biztatták, hogy a vállalat tulajdonai alapján is fejlesszenek játékokat, így készült el például a Masters of the Universe: The Power of He-Man (1983) című játék, amely a Mattel Masters of the Universe médiafranchise-án alapul.
Annak ellenére, hogy a Mattel az M Networkön keresztül licenc nélkül gyártott játékkazettákat az Atari rendszerére, mégsem engedélyezték meg az Atarinak, hogy játékokat gyártson az Intellivisionre; a Mattel az 1980-as évek elején pert indított az Atari ellen, azzal vádolva a céget, hogy üzleti titkokat loptak azzal, hogy korábbi Mattel-alkalmazottakat vettek fel Intellivision-kompatibilis kazetták elkészítésére.

## Videójátékai
| Év   | Cím                                          | Műfaj        | Megjegyzések                                                                        |
| ---- | -------------------------------------------- | ------------ | ----------------------------------------------------------------------------------- |
| 1982 | Armor Ambush                                 | Akció        | Az Armor Battle című Intellivision-játék átirata                                    |
| 1982 | Astroblast                                   | Akció        | Az Astrosmash című Intellivision-játék átirata                                      |
| 1982 | Dark Cavern                                  | Akció        | A Night Stalker című Intellivision-játék átirata                                    |
| 1982 | Frogs and Flies                              | Akció        | A Frog Bog című Intellivision-játék átirata                                         |
| 1982 | International Soccer                         | Sport        | Az NASL Soccer című Intellivision-játék átirata                                     |
| 1982 | Lock ’n’ Chase                               | Akció        | A Data East azonos című játéktermi játékának átirata                                |
| 1982 | Space Attack                                 | Shoot ’em up | A Space Battle című Intellivision-játék átirata                                     |
| 1982 | Super Challenge Baseball                     | Sport        | A Major League Baseball című Intellivision-játék átirata                            |
| 1982 | Super Challenge Football                     | Sport        | Az NFL Football cimű Intellivision-játék átirata                                    |
| 1982 | Tron: Deadly Discs                           | Akció        | Az azonos című Intellivision-játék átirata                                          |
| 1983 | Adventures of Tron                           | Akció        | A Tron Maze-A-Tron című Intellivision-játék átirata                                 |
| 1983 | Air Raiders                                  | Shoot ’em up | Eredeti, kizárólag Atari 2600-ra megjelent játék                                    |
| 1983 | Bump ’n’ Jump                                | Verseny      | A Data East azonos című játéktermi játékának átirata                                |
| 1983 | BurgerTime                                   | Akció        | A Data East azonos című játéktermi játékának átirata                                |
| 1983 | Kool-Aid Man                                 | Akció        | A játék Intellivisionre is megjelent, azonban a két verzió teljesen eltér egymástól |
| 1983 | Masters of the Universe: The Power of He-Man | Akció        | Az azonos című Intellivision-játék átirata                                          |
| 1983 | Star Strike                                  | Shoot ’em up | Az azonos című Intellivision-játék átirata                                          |

## Fordítás
- Ez a szócikk részben vagy egészben  a   M Network című angol Wikipédia-szócikk ezen változatának fordításán alapul.  Az eredeti cikk szerkesztőit annak laptörténete sorolja fel. Ez a jelzés csupán a megfogalmazás eredetét és a szerzői jogokat jelzi, nem szolgál a cikkben szereplő információk forrásmegjelöléseként.